# Émilie Flore Faignond
Émilie Flore Faignond, née à Kinshasa le 17 juin 1948 d'un père franco-congolais (Brazzaville) et d'une mère belgo-congolaise (Kinshasa), est une écrivaine belgo-congolaise, marraine d'un prix littéraire qui porte son nom.

## Biographie
Écrivaine, poète, Émilie Flore Faignond, surnommée la "Dame aux quatre drapeaux", née à Kinshasa en 1948, a passé son enfance et son adolescence sur les deux rives du fleuve Congo (Kinshasa et Brazzaville) et une grande partie de sa vie d’adulte à Kinshasa avant d'aller s'installer en Belgique.

## Œuvres
- Méandres
- Cyclone  (ISBN 978-2-7543-0642-3)
- Miji, l’hybride des rives[3]
- Afin que tu te souviennes[4],[5],[6]
- La Petite étoile amoureuse du soleil et l’arbre aux fruits d’or  (ISBN 978-2-7543-0406-1)
- Ces nuits où mes rives s'embrasèrent
- Voix du Congo
- La Promesse à l'Ombre du Magnolia.